# Ermesinda I de Luxemburgo
Ermesinda I de Luxemburgo, nacida en julio de 1186, fue condesa de Luxemburgo, de La Roche y de Durbuy, de 1196 hasta 1247.

## Biografía
Hija única de Enrique IV el Ciego, conde de Luxemburgo y de Namur, y de Agnes de Gueldres, a veces es nombrada como Ermesinda II, al considerarse como Ermesinda I a su abuela paterna, Ermesinda, hija del conde Conrado I de Luxemburgo, pero esta nunca llegó a gobernar sobre Luxemburgo puesto que el condado fue heredado por su hijo Enrique IV después de la muerte de Conrado II.
Antes de su nacimiento, su padre había nombrado como sucesor a su sobrino Balduino V de Henao. Su nacimiento cuestionó este arreglo sucesorio y su padre, que entonces ya contaba con 76 años y para encontrarle un protector, la comprometió a la edad de dos años con Enrique II de Champaña, conde de Champaña. Entonces, ella se vio obligada a pasar su niñez en Francia, en la corte de Champaña. No obstante, Balduino no quiso renunciar a sus derechos de sucesión y, después de una guerra y de un arbitraje por parte del emperador, el condado de Namur fue otorgado a Balduino, mientras que el de Luxemburgo fue otorgado a Otón I de Borgoña, y los condados de Durbuy y La Roche a Ermesinda.
Enrique de Champaña rompió su compromiso, y Ermesinda se casó con Teobaldo I de Bar, Conde de Bar. Teobaldo negoció con Otón la renuncia del condado de Luxemburgo y, una vez conseguida, Ermesinda fue nombrada condesa de Luxemburgo junto a su marido. Teobaldo también intentó arrebatar Namur de las manos de Felipe de Henao, el nuevo conde, pero sin éxito y renunció mediante la firma del Tratado de Dinant, el 26 de julio de 1199.
Teobaldo falleció el 13 de febrero de 1214 y Ermesinda, que contaba con 27 años, se volvió a casar en mayo de 1214 con Waleran III de Limburgo, futuro duque de Limburgo.
Waleran también intentó recuperar Namur, pero su intento fue en vano. El matrimonio renunció definitivamente a través del Segundo Tratado de Dinant, el 13 de marzo de 1223.
Viuda por segunda vez, gobernó Luxemburgo durante 21 años y su administración, sensata y prudente, hizo que este fuera un país próspero.

## Matrimonios e hijos
Ermesinda y Teobaldo tuvieron:
- Renaldo, Señor de Briey, fallecido cerca del 1214.
- una hija, muerta el 1214
- Isabel († 1262), casada con Waleran de Limburg, Señor de Monschau.
- Margarita, casada con Hugo III de Vaudémont, y después con Enrique de Blois, que fue regente del condado de Vaudémont.

Con Waleran, Ermesinda tuvo a: 
- Enrique V de Luxemburgo.
- Gerardo, conde de Durbuy.
- Catalina, casada en el 1229 con Mateo II,  duque de Lorena.